# Flevum
Flevum je bil kastrum in pristanišče Rimljanov v Friziji (sedanji Severni Holandiji), zgrajeno zaradi želje cesarja Avgusta po osvojitvi germanskih poseljenih ozemlji med reko Ren in Labo.

## Zgodovina
Dve rimski utrdbi (običajno imenovani Flevum I in Flevum II) sta bili odkriti ob izlivu sedanjega Severnomorskega kanala: prva je bila sprva majhen pohodni tabor, ki ga je postavil Tiberij (podoben bližnji utrdbi Ermelo, zgrajeni leta 4 n.š.), pozneje pa jo je Germanik je okoli leta 14 našega štetja razširil v kastrum in pristanišče. Drugo je zgradil Kaligula leta 40 našega štetja, 2 km severozahodno od prvega. Obe utrdbi sta bili znotraj zahodnega območja Velike Germanije, ki je bila kratkotrajna Spodnja Germanija.
Kot Fektij/Vechten, je bil tudi Flevum pomorska baza. Kontroliral je pomembno vodno pot, Stari-IJ, najsevernejši krak reke Ren, in izhod iz jezera Flevo. Glede na numizmatične najdbe je bila utrdba zgrajena v letu 14 AD, kar nakazuje, da je bila zgrajena v podporo ofenzivam rimskega generala Germanika, ki je izvajal večkratne povračilne pohode v Germanijo po rimskem porazu v Tevtoburškem gozdu leta 9 AD. Po skromnem začetku (1 ha), je (Flevum) Velsen postal precej velika baza (2 ha), z rečnim pristaniščem, štiri pomole ali priveze in več ladijskih lop. Livij
Dejansko se domneva, da so ruševine rimske pomorske baze v današnjem Velsenu (Nizozemska) starodavni Flevum, ki ga je v Ptolemeju (2.10) naveden kot Phleoum, romanizirano v Phleum.
Prva utrdba je bila precej preprosto in začasno gradbišče. Njen tloris je bil bolj ali manj trikoten in je obsegal površino približno en hektar. Obrambni sistem je bil sestavljen predvsem iz zemeljskega zidu z navzgor enostavnim jarkom. Vzhodni del obrežja je branila lesena palisada z lesenimi vrati. Ta tabor sprva še ni imel pristaniške funkcije, čeprav so lahko ladje ležale na položnem rečnem bregu. Kmalu zatem so leseno ograjo okrepili z ojačanimi vrati. Ta pristaniška vrata so omogočala dostop do kratkega odprtega pomola, kjer je bilo mogoče nakladati in razkladati večje ladje, da jih ne bi bilo treba vleči na podeželje. Ta kastrum je bil povečan na 2 hektarja.
Druga utrdba - Flevum II - je bila zgrajena po uničenju prvega kastruma okoli leta 28 našega štetja, vendar je za njo ostalo malo arheoloških dokazov. Zdi se, da je preživela le do leta 55 našega štetja.

## Galerija Zemljevidov
- Flevum - Phileu
- Flevum - Phleum (1511)
- Flevum - Phileum (1513)
- Flevum - L.[acus] Flevus (1700)
- Flevum - Phleum, Flevo, Flevus in Flevum cast.[ellum] (1865)